# Молукско какаду
Молукско какаду (Cacatua moluccensis) е вид птица от семейство Какадута (Cacatuidae). Видът е световно застрашен, със статут Уязвим.

## Разпространение и местообитание
Разпространен е в Индонезия.